# Investigación de alta interferencia
Una investigación de alta interferencia es una forma de obtención de datos dentro de la investigación metodológica. Otras formas son investigaciones de baja interferencia, de alta y baja estructuración, participantes y participativas.
Este tipo de investigaciones colocan al investigador u observador en el campo que se desea estudiar. Lo que se busca con esto es corroborar con mayor confiabilidad la obtención de datos, es decir, de forma personal. Se omite la inclusión de terceras personas para estas labores.
Las investigaciones de alta interferencia difieren de las de baja interferencia por el tipo de persona que recolecta los datos. Una investigación de alta interferencia menciona a su único investigador como único recolector mientras que en una investigación de baja interferencia necesariamente agrupa a varios observadores que se encargaran de recolectar los datos en cuestión, o en su defecto, hay presencia de un recolector intermediario.
Conjuntamente, la alta interferencia del investigador puede formar parte de estudios observacionales como experimentales. En los estudios observacionales con alta interferencia, el investigador estará siempre presente en aquello que se desee estudiar sin modificar factor alguno. Por otra parte, estudios experimentales de alta interferencia el investigador tendrá el control de las variables donde solo él será quien pueda modificarlas a su voluntad.